# Bandiera del Gabon
La bandiera del Gabon è stata adottata il 9 agosto 1960.
La bandiera è composta da tre bande orizzontali di uguali dimensioni. I colori delle bande sono (dall'alto in basso) verde, rappresentante la foresta pluviale del paese e l'industria del legname, giallo, che simboleggia il sole, ed il blu rappresentante il mare.

Il tricolore orizzontale verde, giallo e blu combina i colori francesi con quelli panafricani.

La bandiera aveva originariamente una striscia gialla più ridotta e il tricolore francese nel cantone.

## Bandiere storiche

Bandiera del Gabon parte dell'Africa Equatoriale Francese (1959-1960)
Stendardo presidenziale fino al 1990
Stendardo presidenziale fino al 2016
Stendardo presidenziale dal 2016